# Campeonato Mundial de Hockey sobre Hielo Masculino de 2011
El LXXV Campeonato Mundial de Hockey sobre Hielo Masculino se celebró en Bratislava y Košice (Eslovaquia) entre el 29 de abril y el 15 de mayo de 2011 bajo la organización de la Federación Internacional de Hockey sobre Hielo (IIHF) y la Federación Eslovaca de Hockey sobre Hielo.

## Sedes
| Grupo    | Ciudad     | Instalación  | Capacidad |
| -------- | ---------- | ------------ | --------- |
| A, D y E | Bratislava | Orange Aréna | 9250      |
| B, C y F | Košice     | Steel Aréna  | 7630      |

## Grupos
| Grupo A    | Grupo B     | Grupo C        | Grupo D         |
| ---------- | ----------- | -------------- | --------------- |
| Rusia      | Canadá      | Suecia         | Finlandia       |
| Eslovaquia | Suiza       | Estados Unidos | República Checa |
| Alemania   | Bielorrusia | Noruega        | Letonia         |
| Eslovenia  | Francia     | Austria        | Dinamarca       |

## Primera fase

### Grupo A
| Equipo     | J | G | EG | EP | P | GF | GC | DG | PTS |
| ---------- | - | - | -- | -- | - | -- | -- | -- | --- |
| Alemania   | 3 | 2 | 1  | 0  | 0 | 9  | 5  | +4 | 8   |
| Rusia      | 3 | 2 | 0  | 0  | 1 | 10 | 9  | +1 | 6   |
| Eslovaquia | 3 | 1 | 0  | 0  | 2 | 9  | 9  | 0  | 3   |
| Eslovenia  | 3 | 0 | 0  | 1  | 2 | 7  | 12 | -5 | 1   |

- Resultados

| Fecha | Hora² | Partido¹   | Partido¹ | Partido¹   | Resultado |
| ----- | ----- | ---------- | -------- | ---------- | --------- |
| 29.04 | 16:15 | Alemania   | -        | Rusia      | 2-0       |
| 29.04 | 20:15 | Eslovaquia | -        | Eslovenia  | 3-1       |
| 01.05 | 16:15 | Rusia      | -        | Eslovenia  | 6-4       |
| 01.05 | 20:15 | Eslovaquia | -        | Alemania   | 3-4       |
| 03.05 | 16:15 | Eslovenia  | -        | Alemania   | 2-3 (2-2) |
| 03.05 | 20:15 | Rusia      | -        | Eslovaquia | 4-3       |

- (¹) –  Todos en Bratislava
- (²) –  Hora local de Eslovaquia (UTC+2)

### Grupo B
| Equipo      | J | G | EG | EP | P | GF | GC | DG  | PTS |
| ----------- | - | - | -- | -- | - | -- | -- | --- | --- |
| Canadá      | 3 | 2 | 1  | 0  | 0 | 17 | 5  | +12 | 8   |
| Suiza       | 3 | 1 | 1  | 1  | 0 | 8  | 5  | +3  | 6   |
| Francia     | 3 | 0 | 1  | 1  | 2 | 3  | 11 | -8  | 3   |
| Bielorrusia | 3 | 0 | 0  | 1  | 2 | 3  | 10 | -7  | 1   |

- Resultados

| Fecha | Hora² | Partido¹    | Partido¹ | Partido¹    | Resultado |
| ----- | ----- | ----------- | -------- | ----------- | --------- |
| 29.04 | 16:15 | Suiza       | -        | Francia     | 1-0 (0-0) |
| 29.04 | 20:15 | Bielorrusia | -        | Canadá      | 1-4       |
| 01.05 | 16:15 | Canadá      | -        | Francia     | 9-1       |
| 01.05 | 20:15 | Suiza       | -        | Bielorrusia | 4-1       |
| 03.05 | 16:15 | Canadá      | -        | Suiza       | 4-3 (3-3) |
| 03.05 | 20:15 | Francia     | -        | Bielorrusia | 2-1 (1-1) |

- (¹) –  Todos en Košice
- (²) –  Hora local de Eslovaquia (UTC+2)

### Grupo C
| Equipo         | J | G | EG | EP | P | GF | GC | DG  | PTS |
| -------------- | - | - | -- | -- | - | -- | -- | --- | --- |
| Suecia         | 3 | 2 | 0  | 1  | 0 | 13 | 7  | +6  | 7   |
| Estados Unidos | 3 | 2 | 0  | 0  | 1 | 11 | 9  | +2  | 6   |
| Noruega        | 3 | 1 | 1  | 0  | 1 | 12 | 8  | +4  | 5   |
| Austria        | 3 | 0 | 0  | 0  | 3 | 1  | 13 | -12 | 0   |

- Resultados

| Fecha | Hora² | Partido¹       | Partido¹ | Partido¹       | Resultado |
| ----- | ----- | -------------- | -------- | -------------- | --------- |
| 30.04 | 16:15 | Estados Unidos | -        | Austria        | 5-1       |
| 30.04 | 20:15 | Noruega        | -        | Suecia         | 5-4 (4-4) |
| 02.05 | 16:15 | Estados Unidos | -        | Noruega        | 4-2       |
| 02.05 | 20:15 | Suecia         | -        | Austria        | 3-0       |
| 04.05 | 16:15 | Austria        | -        | Noruega        | 0-5       |
| 04.05 | 20:15 | Suecia         | -        | Estados Unidos | 6-2       |

- (¹) –  Todos en Košice
- (²) –  Hora local de Eslovaquia (UTC+2)

### Grupo D
| Equipo          | J | G | EG | EP | P | GF | GC | DG | PTS |
| --------------- | - | - | -- | -- | - | -- | -- | -- | --- |
| República Checa | 3 | 3 | 0  | 0  | 0 | 12 | 3  | +9 | 9   |
| Finlandia       | 3 | 1 | 1  | 0  | 1 | 9  | 5  | +4 | 5   |
| Dinamarca       | 3 | 0 | 1  | 0  | 2 | 4  | 13 | -9 | 2   |
| Letonia         | 3 | 0 | 0  | 2  | 1 | 6  | 10 | -4 | 2   |

- Resultados

| Fecha | Hora² | Partido¹        | Partido¹ | Partido¹        | Resultado |
| ----- | ----- | --------------- | -------- | --------------- | --------- |
| 30.04 | 16:15 | Finlandia       | -        | Dinamarca       | 5-1       |
| 30.04 | 20:15 | República Checa | -        | Letonia         | 4-2       |
| 02.05 | 16:15 | República Checa | -        | Dinamarca       | 6-0       |
| 02.05 | 20:15 | Letonia         | -        | Finlandia       | 2-3 (2-2) |
| 04.05 | 16:15 | Dinamarca       | -        | Letonia         | 3-2 (2-2) |
| 04.05 | 20:15 | Finlandia       | -        | República Checa | 1-2       |

- (¹) –  Todos en Bratislava
- (²) –  Hora local de Eslovaquia (UTC+2)

## Segunda fase
Clasifican los tres mejores de cada grupo y se forman dos grupos, el E con los equipos clasificados de los grupos A y D, y el F con los de los grupos B y C.

### Grupo E
| Equipo          | J | G | EG | EP | P | GF | GC | DG  | PTS |
| --------------- | - | - | -- | -- | - | -- | -- | --- | --- |
| República Checa | 5 | 5 | 0  | 0  | 0 | 19 | 7  | +12 | 15  |
| Finlandia       | 5 | 2 | 2  | 0  | 1 | 16 | 10 | +6  | 10  |
| Alemania        | 5 | 2 | 0  | 2  | 1 | 15 | 17 | -2  | 8   |
| Rusia           | 5 | 2 | 0  | 1  | 2 | 12 | 14 | -2  | 7   |
| Eslovaquia      | 5 | 1 | 0  | 0  | 4 | 13 | 14 | -1  | 3   |
| Dinamarca       | 5 | 0 | 1  | 0  | 4 | 9  | 22 | -13 | 2   |

- Resultados

| Fecha | Hora² | Partido¹        | Partido¹ | Partido¹        | Resultado |
| ----- | ----- | --------------- | -------- | --------------- | --------- |
| 05.05 | 20:15 | Rusia           | -        | Dinamarca       | 4-3       |
| 06.05 | 16:15 | Alemania        | -        | Finlandia       | 4-5 (4-4) |
| 06.05 | 20:15 | República Checa | -        | Eslovaquia      | 3-2       |
| 07.05 | 16:15 | Dinamarca       | -        | Alemania        | 4-3 (3-3) |
| 07.05 | 20:15 | Finlandia       | -        | Eslovaquia      | 2-1       |
| 08.05 | 16:15 | República Checa | -        | Rusia           | 3-2       |
| 09.05 | 12:15 | Eslovaquia      | -        | Dinamarca       | 4-1       |
| 09.05 | 16:15 | Rusia           | -        | Finlandia       | 2-3 (2-2) |
| 09.05 | 20:15 | Alemania        | -        | República Checa | 2-5       |

- (¹) –  Todos en Bratislava
- (²) –  Hora local de Eslovaquia (UTC+2)

### Grupo F
| Equipo         | J | G | EG | EP | P | GF | GC | DG  | PTS |
| -------------- | - | - | -- | -- | - | -- | -- | --- | --- |
| Canadá         | 5 | 3 | 2  | 0  | 0 | 23 | 11 | +12 | 13  |
| Suecia         | 5 | 3 | 0  | 1  | 1 | 18 | 10 | +8  | 10  |
| Noruega        | 5 | 2 | 1  | 0  | 2 | 17 | 15 | +2  | 8   |
| Estados Unidos | 5 | 2 | 0  | 1  | 2 | 15 | 19 | -4  | 7   |
| Suiza          | 5 | 1 | 1  | 1  | 2 | 11 | 12 | -1  | 6   |
| Francia        | 5 | 0 | 0  | 1  | 4 | 5  | 22 | -17 | 1   |

- Resultados

| Fecha | Hora² | Partido¹       | Partido¹ | Partido¹       | Resultado |
| ----- | ----- | -------------- | -------- | -------------- | --------- |
| 05.05 | 20:15 | Suiza          | -        | Noruega        | 2-3       |
| 06.05 | 16:15 | Canadá         | -        | Estados Unidos | 4-3 (3-3) |
| 06.05 | 20:15 | Suecia         | -        | Francia        | 4-0       |
| 07.05 | 16:15 | Noruega        | -        | Canadá         | 2-3       |
| 07.05 | 20:15 | Estados Unidos | -        | Francia        | 3-2       |
| 08.05 | 16:15 | Suecia         | -        | Suiza          | 2-0       |
| 09.05 | 12:15 | Francia        | -        | Noruega        | 2-5       |
| 09.05 | 16:15 | Suiza          | -        | Estados Unidos | 5-3       |
| 09.05 | 20:15 | Canadá         | -        | Suecia         | 3-2       |

- (¹) –  Todos en Košice
- (²) –  Hora local de Eslovaquia (UTC+2)

## Fase final
|  | Cuartos de final | Cuartos de final |           |                 | Semifinales | Semifinales |  |        | Final      | Final      |  |
|  | 11 y 12 de mayo  | 11 y 12 de mayo  |           |                 | 13 de mayo  | 13 de mayo  |  |        | 15 de mayo | 15 de mayo |  |
|  |                  |                  |           |                 |             |             |  |        |            |            |  |
|  |                  |                  |           |                 |             |             |  |        |            |            |  |
|  | República Checa  | 4                |           |                 |             |             |  |        |            |            |  |
|  | República Checa  | 4                |           |                 |             |             |  |        |            |            |  |
|  | Estados Unidos   | 0                |           |                 |             |             |  |        |            |            |  |
|  | Estados Unidos   | 0                |           | República Checa | 2           |             |  |        |            |            |  |
|  |                  |                  |           | República Checa | 2           |             |  |        |            |            |  |
|  |                  |                  | Suecia    | 5               |             |             |  |        |            |            |  |
|  | Suecia           | 5                | Suecia    | 5               |             |             |  |        |            |            |  |
|  | Suecia           | 5                |           |                 |             |             |  |        |            |            |  |
|  | Alemania         | 2                |           |                 |             |             |  |        |            |            |  |
|  | Alemania         | 2                |           |                 |             |             |  | Suecia | 1          |            |  |
|  |                  |                  |           |                 |             |             |  | Suecia | 1          |            |  |
|  |                  |                  | Finlandia | 6               |             |             |  |        |            |            |  |
|  | Finlandia        | 4                | Finlandia | 6               |             |             |  |        |            |            |  |
|  | Finlandia        | 4                |           |                 |             |             |  |        |            |            |  |
|  | Noruega          | 1                |           |                 |             |             |  |        |            |            |  |
|  | Noruega          | 1                |           | Finlandia       | 3           |             |  |        |            |            |  |
|  |                  |                  |           | Finlandia       | 3           |             |  |        |            |            |  |
|  |                  |                  | Rusia     | 0               |             |             |  |        |            |            |  |
|  | Canadá           | 1                | Rusia     | 0               |             |             |  |        |            |            |  |
|  | Canadá           | 1                |           |                 |             |             |  |        |            |            |  |
|  | Rusia            | 2                |           |                 |             |             |  |        |            |            |  |
|  | Rusia            | 2                |           |                 |             |             |  |        |            |            |  |
|  |                  |                  |           |                 |             |             |  |        |            |            |  |

### Cuartos de final
| Fecha | Hora² | Partido¹        | Partido¹ | Partido¹       | Resultado |
| ----- | ----- | --------------- | -------- | -------------- | --------- |
| 11.05 | 16:15 | República Checa | -        | Estados Unidos | 4-0       |
| 11.05 | 20:15 | Suecia          | -        | Alemania       | 5-2       |
| 12.05 | 16:15 | Finlandia       | -        | Noruega        | 4-1       |
| 12.05 | 20:15 | Canadá          | -        | Rusia          | 1-2       |

- (¹) –  Todos en Bratislava
- (²) –  Hora local de Eslovaquia (UTC+2)

### Semifinales
| Fecha | Hora² | Partido¹        | Partido¹ | Partido¹ | Resultado |
| ----- | ----- | --------------- | -------- | -------- | --------- |
| 13.05 | 16:15 | República Checa | -        | Suecia   | 2-5       |
| 13.05 | 20:15 | Finlandia       | -        | Rusia    | 3-0       |

- (¹) –  En Bratislava
- (²) –  Hora local de Eslovaquia (UTC+2)

### Tercer puesto
| Fecha | Hora² | Partido¹        | Partido¹ | Partido¹ | Resultado |
| ----- | ----- | --------------- | -------- | -------- | --------- |
| 15.05 | 16:00 | República Checa | -        | Rusia    | 7-4       |

### Final
| Fecha | Hora² | Partido¹ | Partido¹ | Partido¹  | Resultado |
| ----- | ----- | -------- | -------- | --------- | --------- |
| 15.05 | 20:30 | Suecia   | -        | Finlandia | 1-6       |

- (¹) –  En Bratislava
- (²) –  Hora local de Eslovaquia (UTC+2)

## Medallero
|           |        |                 |
| Finlandia | Suecia | República Checa |

## Estadísticas

### Clasificación general
| 1. Finlandia       |
| 2. Suecia          |
| 3. República Checa |
| 4. Rusia           |
| 5. Canadá          |
| 6. Noruega         |
| 7. Alemania        |
| 8. Estados Unidos  |
| 9. Suiza           |
| 10. Eslovaquia     |
| 11. Dinamarca      |
| 12. Francia        |
| 13. Letonia        |
| 14. Bielorrusia    |
| 15. Austria        |
| 16. Eslovenia      |

Los dos últimos descienden a la División I.